# د. جاي هاربر
د. جاي هاربر (بالإنجليزية: D. J. Harper)‏ هو لاعب كرة قدم أمريكية ولاعب كرة قدم كندية أمريكي، ولد في 21 سبتمبر 1989 في هيوستن في الولايات المتحدة.